# Lourdes (Vorname)
Lourdes ist ein überwiegend weiblicher Vorname.

## Herkunft und Bedeutung
Der Name Lourdes bezieht sich auf die Marienerscheinungen im 19. Jahrhundert in der französischen Stadt Lourdes. Der Stadtname leitet sich vermutlich vom baskischen lorde „Steilhang“ ab.

## Verbreitung
In Spanien war der Name vor allem in den 1950er bis 1970er Jahren beliebt, wo er zu den 100 meistgewählten Mädchennamen zählte.
In Brasilien zählte der Name bis in die 1950er Jahre hinein zu den beliebtesten Mädchennamen. Heute wird er nur noch selten vergeben.
In Deutschland wird der Name nur sehr selten vergeben. Zwischen 2010 und 2022 wurden nur etwa 40 Mädchen Lourdes genannt.

## Varianten
Eine portugiesische Variante des Namens lautet Lurdes.
Im Spanischen war die Namensverbindung María Lourdes beliebt. Auf den Philippinen wird Marilou gewöhnlich als Kurzform dieser Kombination gesehen.

## Namenstag
Der Gedenktag und damit Namenstag für Lourdes ist der 11. Februar, der Tag, an dem das Bauernmädchen Bernadette Soubirous die erste Marienerscheinung hatte.

## Namensträgerinnen

### Lourdes
- Lourdes Agapito (* 20. Jahrhundert), spanisch-englische Informatikerin und Hochschullehrerin
- Lourdes Alves Araújo (1956–2021),  Politikerin und Frauenrechtlerin aus Osttimor
- Lourdes Benedicto (* 1974), US-amerikanische Schauspielerin philippinisch-dominikanischer Abstammung
- Lourdes Castro (1930–2022), portugiesische Künstlerin
- Lourdes J. Cruz (* 1942), philippinische Biochemikerin und Hochschullehrerin
- Lourdes Flores (* 1959), peruanische Rechtsanwältin und Politikerin
- Lourdes Guerra Pérez (* 1990), spanische Handballspielerin
- Lourdes Huanca (* 1968), peruanische Aktivistin für die Rechte indigener Gruppen und der Landbevölkerung Perus
- Lourdes Domínguez Lino (* 1981), spanische Tennisspielerin
- Lourdes Maldonado (1955–2022), mexikanische Journalistin
- Lourdes Picareta (* 1958), portugiesische Filmemacherin und Drehbuchautorin
- Lourdes Portillo (1943–2024), US-amerikanische Filmproduzentin, Regisseurin und Drehbuchautorin mexikanischer Herkunft
- Lourdes Sola (* 1938), brasilianische Politikwissenschaftlerin
- Lourdes Valera (1963–2012), venezolanische Schauspielerin
- Lourdes Yparraguirre (* 1955), philippinische Diplomatin

Maria de Lourdes
- María de Lourdes Dieck-Assad (* 1954), mexikanische Diplomatin und Hochschullehrerin
- Maria de Lourdes Martins Cruz (* 1962), osttimoresische, römisch-katholische Nonne
- Maria de Lourdes Pereira dos Santos Van-Dúnem (1935–2006), angolanische Sängerin
- Maria de Lourdes Pintasilgo (1930–2004), portugiesische Politikerin, 1979 bis 1980 erste und bisher einzige weibliche Regierungschefin Portugals
- Maria de Lourdes Braga de Sá Teixeira (1907–1984), portugiesische Pilotin

### Lurdes
- Lurdes Maria Bessa (* 1973), Diplomatin und Politikerin aus Osttimor

Maria de Lurdes
- Maria de Lurdes de Almeida Lemos (1925–2008), portugiesische Schauspielerin und Sängerin
- Maria de Lurdes Mutola (* 1972), mosambikanische Mittelstreckenläuferin
- Maria de Lurdes Pena (* 1974), portugiesische Musikerin
- Maria de Lurdes Rodrigues (* 1956), portugiesische Soziologin und Politikerin der Partido Socialista

## Namensträger
- Lourdes Daniel (* 1947), indischer römisch-katholischer Bischof